# Verchovina (opera)
Verchovina (op. 39) je opera o třech dějstvích a čtyřech obrazech českého skladatele Zdeňka Blažka na libreto Jaroslava Zatloukala. Měla premiéru 3. března 1956 ve Státním divadle v Brně. 

## Vznik, historie a charakteristika
Verchovina je první opera českého skladatele Zdeňka Blažka, který byl od roku 1947 ředitelem Brněnské konzervatoře. Svou do té doby nejrozsáhlejší skladbu napsal na libreto brněnského básníka Jaroslava Zatloukala (1905–1958). Zatloukal vyučoval v letech 1931–1939 na reálném gymnáziu v Bratislavě, zabýval se však zejména Podkarpatskou Rusí, mimo jiné uspořádal sborník Podkarpatská Rus, v letech 1936–1939 redigoval časopis Podkarpatská revue a napsal řadu básní, např. Žal země podkarpatské zhudebněný Eugenem Suchoněm. I námět Verchoviny je proto čerpán z tohoto kraje, volně je inspirován skutečnými sociálními nepokoji na Podkarpatské Rusi v době velké hospodářské krize na počátku 30. let 20. století.
Opera Verchovina byla napsána v letech 1950–1951 v klavírním výtahu a roku 1952 rozepsaná v partituře. Díky různým přehrávkám vešla brzy ve známost a roku 1953 získala cenu Jubilejní nadace Bedřicha Smetany. Mnohem obtížnější bylo dosíci divadelního uvedení. Skladateli ho nejdříve přislíbilo Státní divadlo v Brně, nakonec však roku 1953 odmítlo operu uvést kvůli výhradám proti libretu. Přes dobově požadovaný sociálně revoluční námět byla podkarpatská problematika v 50. letech velmi ošemetná; přinejmenším bylo nutné na konec opery přidat upozornění: „Verchovina dnes radostně žije a šťastně rozkvétá v rámci Sovětského svazu“. Rozpaky nad libretem způsobily také odmítnutí Státním divadlem Košice a přes velmi pozitivní ohlas úryvků z Verchoviny na přehlídce nové umělecké tvorby v Praze roku 1954 ztroskotal i plán na nastudování v Národním divadle. Opera byla mezitím různě upravována, přepracovávána a krácena, již roku 1952 projednával její přípravu, kritiku a přepracování operní kolektiv brněnské pobočky Svazu českých skladatelů.
Konečně počátkem roku 1956 se brněnské divadlo odhodlalo Blažkovu operu Verchovina uvést. Dosáhla velkého úspěchu jak u obecenstva, tak u kritiky. Ten se však zúročil jen v jediné další inscenaci: 11. května 1960 Verchovinu v premiéře uvedlo Divadlo Josefa Kajetána Tyla v Plzni.
Hudebně je Vrchovina syntézou dosavadní Blažkovy tvorby. Prozrazuje zejména vliv Leoše Janáčka a – přes podkarpatské dějiště – moravských lidových písní. Základem hudebního materiálu jsou dva motivy, motiv „ujařmené země“ a motiv „Verchoviny“, které prostupují celou operou.

## Osoby a první obsazení
| osoba                           | hlasový obor | premiéra (3. března 1956)           |
| ------------------------------- | ------------ | ----------------------------------- |
| Vasil Popovič, vorař            | tenor        | Antonín Jurečka                     |
| Michal Džumurat, dřevorubec     | bas          | Zdeněk Kroupa                       |
| Dosia, jeho družka              | soprán       | Jarmila Palivcová                   |
| Starosta obce                   | baryton      | František Kunc                      |
| Notář                           | baryton      | Václav Halíř                        |
| Exekutor                        | tenor        | Josef Kejř                          |
| Petro Kozik, lesní dělník       | tenor        | Zdeněk Soušek                       |
| Verchovin                       | tenor        | Antonín Pelc                        |
| Izakovič, krčmář (Žid Izakovič) | tenor        | Jaroslav Jaroš                      |
| Majítel pily                    | tenor        | Eduard Hrubeš                       |
| Poslanec agrární strany         | bas          | Jindřich Doubek                     |
| Darja, rusínská vědma           | alt          | Marie Řezníčková / Helena Burianová |
| Erika, lehká dívka, cikánka     | mezzosoprán  | Soňa Červená                        |
| První četník                    | tenor        | František Jakubík                   |
| Druhý četník / starý bača       | bas          | František Mikulica                  |
| Mladý bača                      | baryton      | Jiří Kozderka                       |
| První rusínská dívka            | alt          | …                                   |
| Druhá rusínská dívka            | soprán       | …                                   |
| Velitel četníků                 | …            | František Roesler                   |
| Muži, ženy, četníci             |              |                                     |
| Dirigent: František Jílek       |              |                                     |
| Režie: Oskar Linhart            |              |                                     |
| Výprava: Josef Adolf Šálek      |              |                                     |
| Choreografie: Máša Cvejičová    |              |                                     |

## Děj opery
Odehrává se v pohoří Verchovina na Zakarpatské Ukrajině v létě kolem roku 1930.

### 1. dějství
(1. obraz – Dvůr pily) Místní pila dávala práci většině mužů na Verchovině – ať už pracovali přímo v závodě, nebo jako dřevorubci, svážeči dříví či voraři. Nastala však krize, odbyt dřeva se zhroutil a pila stojí. O práci přišel i dřevorubec Michal Džumurat, který se protahuje na slunci. Protože nemohl splácet dluhy, propadla i chalupa, v níž Michal žije se svou družkou Dosiou, Dunajské bance a městský exekutor ji dnes přišel převzít. Odchází s rezignovaným Michalem k chalupě.
Dosiu mezitím vyhledá jiný cizí muž. Dosud ho ve vsi nikdo nepoznal, teprve Dosia v něm rozezná svého bývalého milence, voraře Vasila Popoviče, který ves opustil před dvěma roky a nedával o sobě vědět (árie Dosie Jsi to ty?). Vasil se od ní dozvídá o Michalových potížích a dává dřevorubci peníze na splacení dluhů a odvrácení exekuce. Protože o původu peněz nechce Vasil mluvit, považuje ho Michal za zbojníka, který bohatým bere a chudým dává. Jde vyřídit dluh.
Dosia, vidouc Vasilovo zbohatnutí, se do něj rychle znovu zamiluje a trvá na tom, že Michala opustí a odejde s Vasilem. Vasil se tomu brání. Dosiino vemlouvání se Vasilovi zaslechne Michal, rozzuří se a vrhne se na ni se sekerou. Vasil zasáhne na Dosiinu ochranu a v nastalé rvačce Michala těžce zraní. Dosia Vasila označuje za vraha. Svolává vesničany, prozrazuje jim Vasilovu totožnost a chce, aby známého buřiče zadrželi. Lidé však jsou na straně „zbojníka“ Vasila a naopak mu jsou ochotni pomoci v útěku před četnictvem. Když Dosia vidí, že se okolnosti změnily, vrací se k Vasilovi a následuje ho do hor. Zraněný Michal přísahá nevěrnici i jejímu svůdci pomstu.
(2. obraz – Polonina, za úsvitu) Vasil a Dosia žijí v horách pro svou lásku (milostný duet A slunce už brzy vyjde). Na paseku v horách, kde pracuje lesní dělník Petro Kozik, přichází vesnická vědma Darja. Lidé z údolí ji vyslali, aby varovala Vasila a Dosiu, kteří se schovávají v lesích, že se proti nim koná četnická výprava. Vasil však nehodlá z kraje uprchnout, naopak vzkazuje po Darje lidu, aby se nebál a sám povstal proti útisku (árie Vysoko v oblacích).
Než se četníci přiblíží, Vasil, Dosia i Petro jim uniknou. Četníci se zmocní alespoň mladého pastýře a snaží se z něj vypáčit, kde má Vasil úkryt. Ale Vasil se nepozorovaně vrátí, pastýře osvobodí a opět zmizí. Četníci se musí vrátit s nepořízenou.

### 2. dějství
(3. obraz – V krčmě žida Izakoviče) Místní honorace – notář, poslanec agrární strany, majitel pily – popíjejí a vesele se baví s cikánkou Erikou, lehkou dívkou. Na skleničku sem přichází i Michal a hosté si z něj tropí žerty_ jak je to s pomstou, kterou sliboval Vasilovi a Dosii, když je nedokáže ani najít. Michal jejich posměšky odráží. V tom přichází zpráva, že pila hoří. Všichni běží k požáru. Jen Michal s výmluvou na své zranění zůstává v krčmě a v dobré náladě laškuje s Erikou.

### 3. dějství
(4. obraz – Náves) Michalovi se totiž podařilo Dosiu vypátrat a lapit v horách. Zavřel ji spoutanou do sklepa a zapálil pilu, aby požár svedl na notorického buřiče Vasila. Vasil skutečně vede vzbouřený lid, který na jeho ponoukání přivazuje na návsi ke sloupům nenáviděné postavy notáře, exekutora a žida. Četnictvo však zasáhne a vzbouření pohotově potlačí.
Při přestřelce je Vasil smrtelně raněn. Michal navíc tvrdí četníkům, že to Vasil je hledaný žhář. Jenže Dosii se podařilo v noci uprchnout ze zajetí a nalézt opět Vasila; nyní může dosvědčit, že pilu zapálil Michal. Velitel četníků dává Michala zatknout a odvést. Vasil však umírá. Před smrtí se ještě probere z bezvědomí, loučí se s Dosiou a vyzývá lid, aby neustával v boji proti sociálnímu útlaku. Dosia se před bodáky četníků staví do čela lidí a stvrzuje odhodlání k boji za socialismus ve Vasilových šlépějích (závěrečný zpěv „Ne, nezemřel Vasil“).

## Nahrávky
Československý rozhlas v Brně pořídil z opery průřez. Zpívají: (Vasil Popovič) Vilém Přibyl, (Michal Džumurat) Richard Novák, (Dosia) Anna Barová, (Darja) Jarmila Palivcová, (Petro Kozik) Jiří Olejníček, (majitel pily) Jiří Bar, (notář) Václav Halíř, (poslanec a exekutor) František Kunc, (starosta) Stanislav Bechynský, (Izakovič) Josef Škrobánek, (Erika) Daniela Suryová, (velitel četnictva) Jan Hlavík, (četník) Vladimír Krejčík, (mladý bača) Jaroslav Souček, (starý bača) Josef Klán, (dívka) Jarmila Krátká, (muž) Pavel Polášek. Smíšený sbor a orchestr opery Státního divadla v Brně řídí František Jílek.
Z této nahrávky vyšla pouze scéna smrti Vasila a závěr opery na kompilaci 40 let KSČ – Proletariát bojující proti nezaměstnanosti, hladu, fašismu a národnímu útlaku roku 1961 (Supraphon DV 5533).